# Ski de fond aux Jeux olympiques de 2014 – 50 kilomètres hommes
Navigation
Vancouver 2010 Pyeongchang 2018
L'épreuve masculine de 50 kilomètres de ski de fond des Jeux olympiques d'hiver de 2014 a lieu le 23 février 2014 au complexe de ski de fond et de biathlon Laura. Les trois premières places sont remportées par trois skieurs russes : Alexander Legkov  devant Maxim Vylegzhanin et Ilia Chernousov. Legkov est disqualifié pour dopage par le Comité international olympique le 1er novembre 2017. Vylegzhanin l'est à son tour pour les mêmes raisons 9 jours plus tard. Ils sont finalement réintégrés le 1er février 2018, car le Tribunal Arbitral du Sport annule cette décision à cause de preuves jugées insuffisantes pour établir une violation des règles d'antidopage.

## Médaillés
| Or                     | Argent                  | Bronze                |
| Alexander Legkov (RUS) | Maxim Vylegzhanin (RUS) | Ilia Chernousov (RUS) |

## Résultats
| Rang                                | Dossard | Athlète                | Nationalité        | Temps             | Retard         |
| ----------------------------------- | ------- | ---------------------- | ------------------ | ----------------- | -------------- |
| Médaille d'or, Jeux olympiques      | 3       | Alexander Legkov       | Russie             | 1 h 46 min 55 s 2 | —              |
| Médaille d'argent, Jeux olympiques  | 7       | Maxim Vylegzhanin      | Russie             | 1 h 46 min 55 s 9 | +0 s 7         |
| Médaille de bronze, Jeux olympiques | 8       | Ilia Chernousov        | Russie             | 1 h 46 min 56 s 0 | +0 s 8         |
| 4                                   | 1       | Martin Johnsrud Sundby | Norvège            | 1 h 46 min 56 s 2 | +1 s 0         |
| 5                                   | 40      | Sergueï Dolidovich     | Biélorussie        | 1 h 47 min 09 s 5 | +14 s 3        |
| 6                                   | 10      | Robin Duvillard        | France             | 1 h 47 min 10 s 1 | +14 s 9        |
| 7                                   | 21      | Anders Södergren       | Suède              | 1 h 47 min 13 s 0 | +17 s 8        |
| 8                                   | 12      | Daniel Richardsson     | Suède              | 1 h 47 min 19 s 6 | +24 s 4        |
| 9                                   | 19      | Johan Olsson           | Suède              | 1 h 47 min 27 s 3 | +32 s 1        |
| 10                                  | 42      | Iivo Niskanen          | Finlande           | 1 h 47 min 27 s 5 | +32 s 3        |
| 11                                  | 20      | Roland Clara           | Italie             | 1 h 47 min 28 s 6 | +33 s 4        |
| 12                                  | 27      | Curdin Perl            | Suisse             | 1 h 47 min 31 s 3 | +36 s 1        |
| 13                                  | 30      | Ivan Perrillat Boiteux | France             | 1 h 47 min 31 s 7 | +36 s 5        |
| 14                                  | 43      | Martin Bajčičák        | Slovaquie          | 1 h 47 min 34 s 4 | +39 s 2        |
| 15                                  | 13      | Matti Heikkinen        | Finlande           | 1 h 47 min 35 s 0 | +39 s 8        |
| 16                                  | 49      | David Hofer            | Italie             | 1 h 47 min 35 s 7 | +40 s 5        |
| 17                                  | 29      | Michail Semenov        | Biélorussie        | 1 h 47 min 36 s 0 | +40 s 8        |
| 18                                  | 5       | Petter Northug         | Norvège            | 1 h 47 min 39 s 7 | +44 s 5        |
| 19                                  | 4       | Alex Harvey            | Canada             | 1 h 47 min 40 s 9 | +45 s 7        |
| 20                                  | 14      | Ivan Babikov           | Canada             | 1 h 47 min 41 s 8 | +46 s 6        |
| 21                                  | 17      | Tord Asle Gjerdalen    | Norvège            | 1 h 47 min 43 s 5 | +48 s 3        |
| 22                                  | 36      | Remo Fischer           | Suisse             | 1 h 47 min 44 s 2 | +49 s 0        |
| 23                                  | 25      | Lari Lehtonen          | Finlande           | 1 h 47 min 48 s 7 | +53 s 5        |
| 24                                  | 45      | Bernhard Tritscher     | Autriche           | 1 h 47 min 51 s 7 | +56 s 5        |
| 25                                  | 33      | Francesco de Fabiani   | Italie             | 1 h 47 min 51 s 8 | +56 s 6        |
| 26                                  | 22      | Noah Hoffman           | États-Unis         | 1 h 48 min 04 s 3 | +1 min 09 s 1  |
| 27                                  | 18      | Dario Cologna          | Suisse             | 1 h 48 min 21 s 6 | +1 min 26 s 4  |
| 28                                  | 38      | Graeme Killick         | Canada             | 1 h 48 min 22 s 4 | +1 min 27 s 2  |
| 29                                  | 28      | Petr Novák             | République tchèque | 1 h 48 min 41 s 0 | +1 min 45 s 8  |
| 30                                  | 35      | Toni Livers            | Suisse             | 1 h 48 min 49 s 9 | +1 min 54 s 7  |
| 31                                  | 16      | Lukáš Bauer            | République tchèque | 1 h 48 min 51 s 3 | +1 min 56 s 1  |
| 32                                  | 2       | Chris Jespersen        | Norvège            | 1 h 49 min 21 s 3 | +2 min 26 s 1  |
| 33                                  | 50      | Imanol Rojo            | Espagne            | 1 h 49 min 21 s 9 | +2 min 26 s 7  |
| 34                                  | 48      | Mark Starostin         | Kazakhstan         | 1 h 49 min 34 s 1 | +2 min 38 s 9  |
| 35                                  | 11      | Jean-Marc Gaillard     | France             | 1 h 49 min 49 s 7 | +2 min 54 s 5  |
| 36                                  | 15      | Thomas Bing            | Allemagne          | 1 h 49 min 56 s 1 | +3 min 00 s 9  |
| 37                                  | 26      | Martin Jakš            | République tchèque | 1 h 50 min 00 s 5 | +3 min 05 s 3  |
| 38                                  | 23      | Konstantin Glavatskikh | Russie             | 1 h 50 min 33 s 4 | +3 min 38 s 2  |
| 39                                  | 24      | Axel Teichmann         | Allemagne          | 1 h 51 min 03 s 4 | +4 min 08 s 2  |
| 40                                  | 62      | Arnd Peiffer           | Allemagne          | 1 h 51 min 31 s 5 | +4 min 36 s 3  |
| 41                                  | 60      | Andrey Gridin          | Bulgarie           | 1 h 51 min 41 s 7 | +4 min 46 s 5  |
| 42                                  | 56      | Erik Lesser            | Allemagne          | 1 h 51 min 55 s 8 | +5 min 00 s 6  |
| 43                                  | 9       | Maurice Manificat      | France             | 1 h 52 min 01 s 6 | +5 min 06 s 4  |
| 44                                  | 41      | Aivar Rehemaa          | Estonie            | 1 h 52 min 22 s 1 | +5 min 26 s 9  |
| 45                                  | 61      | Martin Møller          | Danemark           | 1 h 52 min 32 s 7 | +5 min 37 s 5  |
| 46                                  | 52      | Aliaksei Ivanou        | Biélorussie        | 1 h 52 min 52 s 9 | +5 min 57 s 7  |
| 47                                  | 51      | Javier Gutiérrez       | Espagne            | 1 h 53 min 02 s 5 | +6 min 07 s 3  |
| 48                                  | 54      | Yerdos Akhmadiyev      | Kazakhstan         | 1 h 53 min 07 s 4 | +6 min 12 s 2  |
| 49                                  | 53      | Karel Tammjärv         | Estonie            | 1 h 53 min 23 s 0 | +6 min 27 s 8  |
| 50                                  | 55      | Milanko Petrovic       | Serbie             | 1 h 53 min 35 s 1 | +6 min 39 s 9  |
| 51                                  | 39      | Brian Gregg            | États-Unis         | 1 h 55 min 02 s 3 | +8 min 07 s 1  |
| 52                                  | 32      | Jiří Magál             | République tchèque | 1 h 56 min 28 s 7 | +9 min 33 s 5  |
| 53                                  | 44      | Andrew Musgrave        | Grande-Bretagne    | 1 h 57 min 08 s 9 | +10 min 13 s 7 |
| 54                                  | 47      | Sergey Cherepanov      | Kazakhstan         | 1 h 57 min 24 s 2 | +10 min 29 s 0 |
| 55                                  | 34      | Yevgeniy Velichko      | Kazakhstan         | 1 h 58 min 10 s 6 | +11 min 15 s 4 |
| 56                                  | 46      | Jesse Cockney          | Canada             | 1 h 59 min 16 s 6 | +12 min 21 s 4 |
| 57                                  | 31      | Kris Freeman           | États-Unis         | 1 h 59 min 46 s 7 | +12 min 51 s 5 |
| 58                                  | 58      | Edi Dadić              | Croatie            | 2 h 02 min 35 s 5 | +15 min 40 s 3 |
| 59                                  | 63      | Arvis Liepiņš          | Lettonie           | 2 h 04 min 45 s 6 | +17 min 50 s 4 |
| 60                                  | 64      | Xu Wenlong             | Chine              | 2 h 08 min 02 s 0 | +21 min 06 s 8 |
| -                                   | 37      | Veselin Tsinzov        | Bulgarie           | DNF               |                |
| -                                   | 65      | Mladen Plakalović      | Bosnie-Herzégovine | DNF               |                |
| -                                   | 66      | Darko Damjanovski      | Macédoine          | DNF               |                |
| -                                   | 59      | Martti Jylhä           | Finlande           | DNF               |                |
| -                                   | 57      | Torin Koos             | États-Unis         | DNS               |                |

DNF — N'a pas terminé
DNS — N'a pas prit le départ